# Odochilus pittinoi
Odochilus pittinoi är en skalbaggsart som beskrevs av Rakovic 1987. Odochilus pittinoi ingår i släktet Odochilus och familjen Aphodiidae. Inga underarter finns listade i Catalogue of Life.